# Чернышев (Ростовская область)
Чернышев — хутор в Белокалитвинском районе Ростовской области.
Входит в состав Грушево-Дубовского сельского поселения.

## География
Хутор расположен в 35 км (по дорогам) южнее города Белая Калитва (райцентр), на правом берегу реки Кундрючья.
Восточнее, за рекой, находится балка Сенная, южнее — балка Алексеевская, западнее — курган Кижловский.

### Улицы
- ул. Заречная,
- ул. Набережная,
- ул. Степная,
- ул. Центральная.

## Население
| 1989 | 2002 | 2010 |
| ---- | ---- | ---- |
| 570  | ↘534 | ↘491 |

### Известные люди
- Ситников, Александр Семёнович — Герой Социалистического Труда.

## Достопримечательности
Территория Ростовской области была заселена еще в эпоху неолита. Люди, живущие на древних стоянках и поселениях у рек, занимались в основном собирательством и рыболовством. Степь для скотоводов всех времён была бескрайним пастбищем для домашнего рогатого скота. От тех времен осталось множество курганов с захоронениями  жителей этих мест. Курганы и курганные группы находятся на государственной охране.
Поблизости от территории хутора Чернышев Белокалитвинского района расположено несколько достопримечательностей – памятников археологии. Они охраняются в соответствии с Федеральным законом от 25.06.2002 N 73-ФЗ "Об объектах культурного наследия (памятниках истории и культуры) народов Российской Федерации", Областным законом от 22.10.2004 N 178-ЗС "Об объектах культурного наследия (памятниках истории и культуры) в Ростовской области", Постановлением Главы администрации РО от 21.02.97 N 51 о принятии на государственную охрану памятников истории и культуры Ростовской области и мерах по их охране и др. 
- Курган «Калиновый I», расположен в 7,0 км к северо-востоку от хутора Чернышова.
- Курганная группа «Дубовенький» состоит из 3 курганов. Находится в 2,0 км к северо-востоку от хутора Чернышова.
- Курганная группа «Сенный» состоит из 2 курганов. Находится в 1,5 км к востоку от хутора Чернышова.
- Курганная группа «Каменистый II» состоит из 2 курганов. Находится примерно в 4,0 км к востоку от хутора Чернышова.
- Курганная группа «Долгий»  состоит из 6 курганов. Находится в 4,0 км к юго-востоку от хутора Чернышова[4].